# 바람을 길들인 풍차소년
《바람을 길들인 풍차소년》(영어: The Boy Who Harnessed the Wind)는 2019년 영국의 전기 영화이다. 말라위의 발명가 윌리엄 캄쾀바의 삶을 다루었으며, 동명의 회고록에 기반했다. 배우 추이텔 에지오포가 직접 연출하고, 주인공 윌리엄의 아버지 역으로 출연했다.
2019년 선댄스 영화제에서 출품되었고, 이후 넷플릭스에서 공개되었다.

## 줄거리
말라위 카숭구에서 태어난 윌리엄 캄쾀바는 윔베 인근 마을에 사는 농부 가족 출신의 어린 학생이다. 윌리엄은 친구들과 이웃을 위해 라디오를 고치는 재능이 있으며, 여가 시간에는 지역 폐기물 처리장에서 쓸 만한 전자 부품을 찾으며 시간을 보낸다. 부모님이 학비를 낼 수 없어 학교에 다니는 것이 금지되지만, 윌리엄은 자신의 누이와 비밀 연애 중인 과학 선생님 카치군다 씨를 협박하여 계속 수업에 참여하고 학교 도서관을 이용할 수 있도록 한다. 도서관에서 그는 전기 공학과 에너지 생산에 대해 배운다.
2000년대 중반, 가뭄으로 인해 가족의 작물은 실패하고, 그 결과 윔베는 기근에 시달리며 정부 배급에 대한 폭동이 일어난다. 9·11 테러가 경제에 미친 영향은 나라를 더욱 황폐하게 만든다. 윌리엄의 가족은 이미 얼마 되지 않는 곡물 저장고마저 도둑맞는다. 사람들은 곧 마을을 버리고 떠나기 시작하고, 윌리엄의 누이는 가족에게 "먹일 입 하나를 줄이기 위해" 카치군다 씨와 도피하지만, 떠나기 전에 윌리엄이 요청했던 카치군다의 자전거 부품 하나를 남긴다.
가뭄으로부터 마을을 구하기 위해 윌리엄은 마을의 고장난 물 펌프에 전력을 공급할 풍차를 만들 계획을 세운다. 그의 작은 프로토타입은 성공적으로 작동하지만, 더 큰 풍차를 만들려면 윌리엄은 아버지 트라이웰에게 가족 자전거를 부품으로 해체할 허락을 받아야 한다. 그 자전거는 마을에 유일한 자전거이자 가족의 마지막 주요 자산이다. 아버지는 그 작업이 헛수고라고 믿고 프로토타입을 부수고 윌리엄에게 밭에서 일하게 한다. 윌리엄의 개 캄바가 굶어 죽자, 윌리엄의 어머니 아그네스가 개입하여 아버지에게 다시 생각해 볼 것을 촉구한다. 윌리엄이 캄바를 묻고 나서 아버지와 화해한다. 친구들과 마을에 남아있는 몇 안 되는 사람들의 도움, 그리고 카치군다의 자전거에서 가져온 부품으로 그들은 실제 크기의 풍차를 만들고, 이는 성공적인 작물 파종으로 이어진다.

## 출연
- 맥스웰 심바 - 윌리엄 캄쾀바
- 추이텔 에지오포 - 트라이웰 캄쾀바
- 필릭스 렘부로 - 존 캄쾀바
- 아이사 마이가 - 애그니스 캄쾀바
- 릴리 반다 - 애니 캄쾀바
- 로버트 아겡고 - 제러마이아 캄쾀바
- 조지프 마셀 - 윔베 서장
- 노마 두메즈웨니 - 이디스 시켈로
- 레모강 치파 - 마이크 카치군다
- 필버트 팔라케자 - 길버트 윔베
- 켈빈 맥스웰 응고마 - 체리티
- 멜빈 알루사 - 저스틴 미트와
- 켈빈 킴포코세르 - 제프리
- 칼라니 음부과 - 찰스 도드
- 조지 미신데 - M. C .